# 柳叶繁缕
柳叶繁缕（学名：Stellaria salicifolia）是石竹科繁缕属的植物。分布在日本以及中国大陆的甘肃、浙江、陕西、宁夏、四川、湖北等地，生长于海拔1,200米至3,000米的地区，多生于山坡及疏林下较湿润的地方，目前尚未由人工引种栽培。